# Go the Distance
Go the Distance es una canción compuesta por Alan Menken, tomada de la película animada de Disney de 1997, Hércules. Fue interpretado por Roger Bart durante la película y por Michael Bolton en los créditos finales. En la versión en español para Latinoamérica, la canción fue interpretada por Antonio Benavides durante la película y por el cantante puertorriqueño Ricky Martin en los créditos finales (esta versión está incluida en su álbum Vuelve). 

## Descripción
La canción es cantada en la película por Hércules, que en este momento, tiene 15 años de edad. Como Hércules posee la fuerza de un dios, le resulta cada vez más difícil de encajar con sus compañeros. Llegaré a mi Meta es la oración de Hércules a los dioses para ayudar a encontrarlo donde realmente pertenece. Sus oraciones son contestadas, como se le reveló como el hijo perdido de Zeus, rey de los dioses. Hércules es también dijo que debe convertirse en un verdadero héroe para reunirse con su padre en el Monte Olimpo.
La canción se repitió más tarde cuando Hércules se embarca en su búsqueda para convertirse en un verdadero héroe, proclamando que él está dispuesto a «llegar hasta el final» con el fin de demostrar su valentía.

## Versión de Ricky Martin
Ricky Martin grabó una versión en español para Latinoamérica de «Go the Distance» de la banda sonora de Hércules, llamado «No importa la distancia». Fue lanzado como sencillo el 29 de septiembre de 1997. Más tarde, fue incluido en 1998 Martin del álbum Vuelve. Además de que un video musical fue lanzado en septiembre de 1997.

## Canción
1. «No importa la distancia» - 4:55

## Otras versiones
- K-Ci & Jojo interpreta la canción en DisneyMania 4.
- Lucas Grabeel interpreta la canción en DisneyMania 5.
- Tim Driesen interpretó la canción en una producción teatral de Jack y las habichuelas mágicas.
- Ricky Martin también grabó otra versión pero en idioma portugués, la cual sale en los créditos finales del doblaje brasileño de la película.
- El cantante Turco-alemán Tarkan interpreta la versión en idioma alemán durante la película.
- Michael Bolton interpreta la canción en los créditos finales.
- Fumiya Fujii interpreta la versión en idioma japonés, que fue lanzado como sencillo, el 18 de julio de 1997.
- Mannheim Steamroller hizo un cover de la canción en su álbum de 1999, Mannheim Steamroller Meets the Mouse.
- El cantante español David Bustamante interpreta la canción en OT 2001: Canta Disney.
- El cantante español David Bisbal interpreta la canción en We love Disney latino.

- Datos: Q5575044